# Lyle Boren

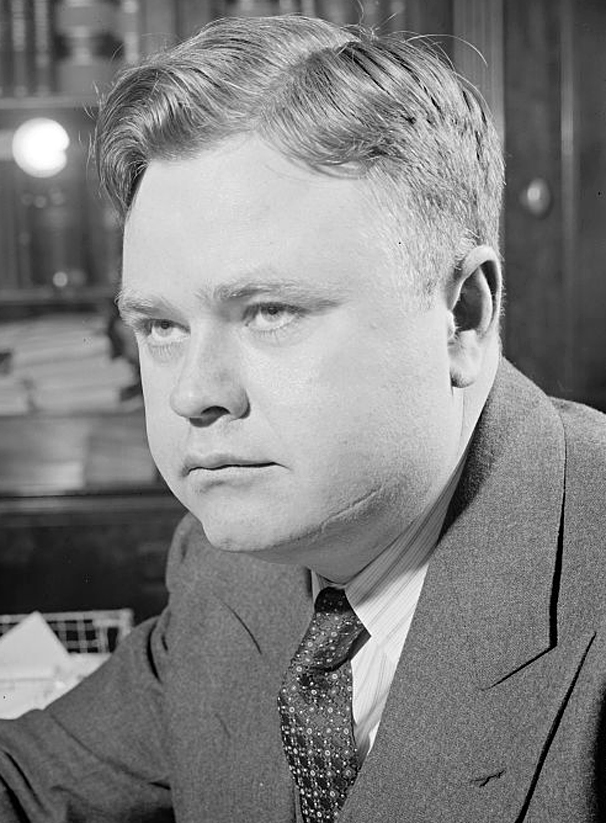
Lyle Boren (1940)

Lyle Hagler Boren (* 11. Mai 1909 in Waxahachie, Ellis County, Texas; † 2. Juli 1992 in Oklahoma City, Oklahoma) war ein US-amerikanischer Politiker. Zwischen 1937 und 1947 vertrat er den vierten Wahlbezirk des Bundesstaates Oklahoma im US-Repräsentantenhaus.

## Werdegang
Lyle Boren zog im Jahr 1917 nach Lawton in Oklahoma, wo er die öffentlichen Schulen besuchte. Bis 1930 studierte er am East Central College in Ada. Außerdem absolvierte er das Oklahoma Agricultural and Mechanical College in Stillwater. Zwischen 1930 und 1935 arbeitete er als Lehrer an verschiedenen Schulen in der Stadt Wolf. Danach war er beim Beschaffungsamt des US-Finanzministeriums angestellt. Später arbeitete er in Oklahoma in der Landwirtschaft und im Handel. Boren war auch Mitglied der Reserve der US-Marine.
Politisch wurde er Mitglied der Demokratischen Partei. 1936 wurde er im vierten Distrikt von Oklahoma in das US-Repräsentantenhaus in Washington gewählt. Dort löste er am 3. Januar 1937 seinen Parteikollegen Percy Lee Gassaway ab. Da Lyle Boren bei den folgenden vier Kongresswahlen jeweils wiedergewählt wurde, konnte er bis zum 3. Januar 1947 fünf Legislaturperioden im Kongress absolvieren. Für die Wahlen des Jahres 1946 wurde er von seiner Partei nicht mehr nominiert.
Nach dem Ende seiner Zeit im Kongress widmete sich Lyle Boren wieder seinen privaten Geschäften. Er war neben der Landwirtschaft auch in der Ölbranche tätig und wurde er Leiter einer Ölfirma. Zwischen 1954 und 1970 vertrat er die Vereinigung westlicher Eisenbahngesellschaften (Association of Western Railroads). Danach arbeitete er für das Büro des Versicherungsbeauftragten des Staates Oklahoma. Boren starb im Juli 1992 in Oklahoma City.
Lyle Boren war Mitglied einer bekannten Politikerfamilie aus Oklahoma. Sein 1941 geborener Sohn David war Gouverneur von Oklahoma und US-Senator; sein Enkel Dan vertrat bis 2013 den zweiten Kongresswahlbezirk im Repräsentantenhaus.